# Rhene banksii
Rhene banksii är en spindelart som beskrevs av Peckham, Peckham 1902. Rhene banksii ingår i släktet Rhene och familjen hoppspindlar. Inga underarter finns listade i Catalogue of Life.